# Enrico Narducci
Pour les articles homonymes, voir Narducci.
Enrico Narducci, né le 12 novembre 1832 à Rome et mort le 11 avril 1893 dans la même ville, est un bibliothécaire et un bibliographe.

## Biographie
Enrico Narducci naît le 12 novembre 1832 à Rome. Étudiant au Collège romain, en 1848 il est élève officier d'infanterie du Gouvernement Provisoire. Son cousin Paolo est l'un des premiers à être blessé lors de l'attaque française du 30 avril 1849.
Après le retour du gouvernement papal, il entre en contact avec Baldassare Boncompagni, un prince romain mathématicien et historien des sciences, qui lui confie sa bibliothèque et l'initie à l'étude de la paléographie.
Dans les années 1860, il publie le Discorso del modo di formare un catalogo universale delle biblioteche d'Italia.
Après la fin du gouvernement papal, il a des tâches importantes pour la gestion du patrimoine des bibliothèques romaines.

## Œuvres
- Saggio di voci italiane derivate dall'arabo (1858)
- Secondo saggio di voci italiane derivate dall'arabo (1863)
- Intorno a due edizioni della Summa de arithmetica di fra Luca Pacioli (1863)
- Intorno alla vita ed agli scritti dell'avvocato Gustavo Camillo Galletti (1868)
- Notizie della Biblioteca Alessandrina nella R. Università di Roma (1872)
- Catalogo dei codici Petrarcheschi delle biblioteche Barberina, Chigiana, Corsiniana, Vallicelliana e Vaticana e delle edizioni Petrarchesche esistenti nelle biblioteche pubbliche di Roma (1874)
- Dell'uso e della utilità di un catalogo generale delle Biblioteche d'Italia / relazione e proposta Guido Baccelli; seguita dalla prima sillaba dello stesso catalogo per cura di Enrico Narducci. (1883)